# Ирбис (хазарский царь)
Ирбис Дулу (около 610, Итиль — около 665) — основатель и 1-й правитель Хазарского каганата.

## Биография
Происходил из династии Ашина. Является сыном Бури-шада (Бьори, Бэри), некоторое время сражавшийся за власть над Западно-тюркским каганатом, погиб около 650 года. Начало своеобразного государственного образования у хазар наступило где-то после 630 года. В 651 году после поражения его сторонников бежал к реке Итиль, где местные хазары восприняли Ирбиса в качестве своего властителя (около 630 года зафиксировано формирование государства у хазар, находившихся под превосходством Тюркского каганата). Воспользовавшись борьбой за властью в Западно-тюркском каганате, Ирбис объявил себя независимым каганом. Это, в свою очередь, привело к образованию самостоятельного Булгарского каганата в Приазовье.
Большую часть правления посвятил защите владений Западно-тюркского каганата и Арабского халифата. Есть упоминания его походов в Надволжье. Столица располагалась в городе Итиль или Атиль (неизвестно он построен по приказу Ирбиса, или существовал у хазар раньше).
Американский историк Питер Голден отмечает, что китайские и арабские источники почти идентичны, что делает связь крепкой, и предполагает, что хазарским лидером мог быть Ирбис-Шегуй хан, который потерял власть или был убит около 651 года.
В 653 году хазарское войско нанесло поражение арабам в битве у Беленджера. В результате чего укрепился хазарский каганат, заложив необходимые основы государственности. Воспользовавшись борьбой за власть в правление халифа Али, начинает активно вмешиваться в дела кавказских государств, совершая походы против Иберии и Кавказской Албании. В 655 году было покорено Приазовье, значительная часть северного Причерноморья и часть Степного Крыма.
Около 658 года войска Ирбиса ворвались в Кавказскую Албанию, но у реки Куры потерпели поражение от великого князя Джеваншира . В 660 или 662 году совершил новый поход, дойдя до Аракса. На этот раз Ирбис заставил Джеваншира заключить союзный договор, закрепленный браком дочери кагана с князем всей Кавказской Албании.
В 668 году скончался или погиб. Новым кагантом стал Хальга, сын или брат Ирбиса.